# Malta Bend (Missouri)
Pour les articles homonymes, voir Bend (homonymie).
Malta Bend est une ville du comté de Saline, dans le Missouri, aux États-Unis,. Située au nord-ouest du comté, elle est incorporée en 1956.

## Démographie
Lors du recensement de 2010, la ville comptait une population de 250 habitants. Elle est estimée, en 2016, à 248 habitants.

### Source de la traduction
- (en) Cet article est partiellement ou en totalité issu de l’article de Wikipédia en anglais intitulé « Malta Bend, Missouri » (voir la liste des auteurs).